# Xylopia odoratissima
Xylopia odoratissima Welw. ex Oliv. – gatunek rośliny z rodziny flaszowcowatych (Annonaceae Juss.). Występuje naturalnie w południowo-wschodniej części Demokratycznej Republiki Konga, w Tanzanii, Zambii, Angoli, Botswanie, Zimbabwe oraz w północnej części Republiki Południowej Afryki. 

## Morfologia
PokrójZimozielone małe drzewo lub krzew dorastające do 2–9 m wysokości. Kora ma szarą barwęref name=peb/>.
LiścieMają kształt od eliptycznego do podłużnego. Mierzą 3,5–10 cm długości oraz 1–5 szerokości. Są mniej lub bardziej owłosione od spodu. Nasada liścia jest zaokrąglona. Ogonek liściowy jest owłosiony i dorasta do 5–10 cm długości.
KwiatySą pojedyncze lub zebrane po 2–3 w kwiatostanach, zwisające. Mają zieloną lub żółtawą barwę. Dorastają do 20–26 mm średnicy. Wydzielają zapach.
OwocePojedyncze lub zebrane po 2–8. Mają czerwonawą barwę. Osiągają 3 cm długości oraz 1 cm średnicy.

## Biologia i ekologia
Rośnie w zaroślach i na otwartych przestrzeniach w lasach, na piaszczystym podłużu. Występuje na wysokości od 900 do 1700 m n.p.m. Kwitnie od października do grudnia, natomiast owoce pojawiają się od grudnia do lutego.